# René-Chrétien-Auguste de Lamoignon
René Chrétien Auguste de Lamoignon de Basville, 6e marquis de Basville (19 juin 1765, Paris - 7 avril 1845, Saint-Ciers-la-Lande) est un homme politique français.

## Biographie

### Vie privée
Il est le fils de Chrétien de Lamoignon de Basville, 5e marquis de Basville (1735-1789) et de Marie Élisabeth Berryer (1740-1832).
Il est le petit-fils de Nicolas-René Berryer (1703-1762).

### Vie publique
Le 4 mars 1785, il est nommé conseiller au Parlement de Paris, en lieu et place de Louis-Michel Lepeletier de Saint-Fargeau.
Il se retire à Basville, en 1788, lorsque son père remet sa démission de la charge de Garde des sceaux au roi.
Le 24 octobre 1788, il est attaché à l'État-major, avec le grade de Capitaine, sans appointements.
Aide de camp du maréchal de Broglie en 1789,.
Au moment de la Terreur, il s'exile en Angleterre et ne rentre en France que sous le Consulat.
Il se retire dans ses propriétés de Saint-Ciers-la-Lande, où il installe des écuries remarquables.
Ancien officier dans l'armée, il est nommé chevalier de l'Ordre royal et militaire de Saint-Louis, le 20 novembre 1816.
Maire de Saint-Ciers-la-Lande(actuel Saint-Ciers-sur-Gironde), de 1813 à son décès, et conseiller général de la Gironde, il est nommé Pair de France le 11 octobre 1832, et siège à la Chambre-Haute dans la majorité jusqu'à sa mort.
En 1841, il est président de la commission syndicale des marais de Saint-Simon.
Il meurt le 7 avril 1845 en son domicile, à Saint-Ciers-la-Lande.

## Famille
Il épouse, le 24 août 1784, Marie Henriette d'Angerville d'Auvrecher (?-?), fille de Louis Robert Guillaume d'Augerville d'Aurcher et de Marie Catherine de Bernières. Ils n'ont pas d'enfants.

## Distinctions

### Décorations françaises
- Chevalier de l'Ordre royal et militaire de Saint-Louis